# Lincoln Memorial
Lincoln Memorial er et mindesmærke i Washington D.C., USA, opført til minde om USAs 16. præsident, Abraham Lincoln. Bygningen er tegnet af arkitekten Henry Bacon, mens statuen af den siddende Lincoln inde i monumentet er udført af Daniel Chester French, og vægmalerierne indenfor er malet af Jules Guerin. 
Bygningen har form som et dorisk tempel fra antikkens Grækenland, og man kan læse to af Lincolns mest kendte taler i bygningen, Gettysburg-talen og talen ved indsættelsen i hans anden valgperiode. Mindesmærket har været scene for flere markante offentlige taler, heriblandt Martin Luther Kings I Have a Dream holdt 28. august 1963 som en del af afslutningen på marchen til Washington for frihed og jobs.